# Tom Sneva
Thomas Edsol Sneva, detto Tom (Spokane, 1º giugno 1948), è un ex pilota automobilistico statunitense, due volte vincitore del campionato USAC (1977 e 1978) e della 500 miglia di Indianapolis del 1983 (anche tre pole position nel 1977, 1978 e 1984).

## Biografia
Come molti piloti di vetture a ruote scoperte statunitensi (Formule USAC, CART e Indy), ha provato l'esperienza nelle Stock car (serie NASCAR).

## Palmarès

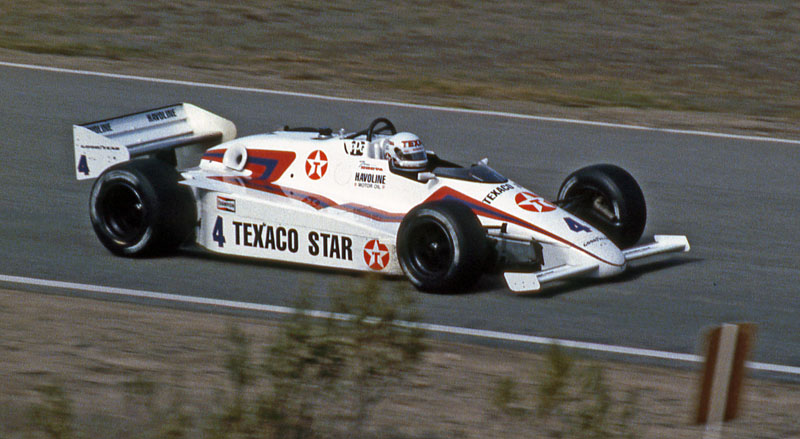
Sneva su March a Laguna Seca nel 1984

### American Championship car racing
- 2 volte  in USAC Championship Car (1977 e 1978)

### 500 miglia di Indianapolis
- 1 volta  (1983)